# Carlslid
Carlslid er en lille bydel i Umeå i Sverige. Den består udelukkende af villaer og rækkehuse beliggende rundt om to ringveje. Bydelen er opdelt i Norra Carlslid og Södra Carlslid.

## Historie
Navnene Carlslid, Carlshem og Carlshöjd kommer fra værtshuset Carlslund, som i slutningen af 1700-tallet lå ved den nuværende Tomtebogårds skola i den afgrænsede bydel Tomtebo.

## Beliggenhed
Carlslid ligger mellem Ålidhem og Tomtebo, adskilt af Täftevägen og Kolbäcksleden.

## Service
I Carlslid lå der tidligere tre børnehaver, som blev nedlagt i midten af 1990'erne. I den nordlige del af byen ligger der en OKQ8-tankstation og et større supermarked.

## Gader

### Norra Carlslid
- Granitvägen
- Guldvägen
- Mineralvägen
- Silvervägen

### Södra Carlslid
- Kopparvägen
- Malmvägen

## Berømte bysbørn
- Clara Lidström (født 1986), svensk forfatter, blogger og fotograf.